# Sauvenière
Pour les articles homonymes, voir Sauvenière (homonymie).
Sauvenière (en wallon Såvnire) est une section de la ville belge de Gembloux située en Région wallonne dans la province de Namur.
C'était une commune à part entière avant la fusion "pilote" des communes de 1965 avec les entités de Grand-Manil, Ernage, Gembloux et Lonzée. Sauvenière se situe au confluent du Baudecet et de l'Orneau.

## Histoire
Sauvenière, qui n'est aujourd'hui qu'un faubourg de Gembloux, était au départ un hameau, cité au début du IXe siècle (Salveneriæ) comme appartenant au patrimoine d'un certain Rouin (Rothing), qui le donna en douaire à son épouse Gile (Gisla). Cette dernière en fit don à l'abbaye de Gembloux que venait de fonder son petit-fils saint Guibert (Wichpert). La donation est entérinée en 946 par une charte d'Otton Ier.

## Patrimoine et culture

### Patrimoine architectural et sites

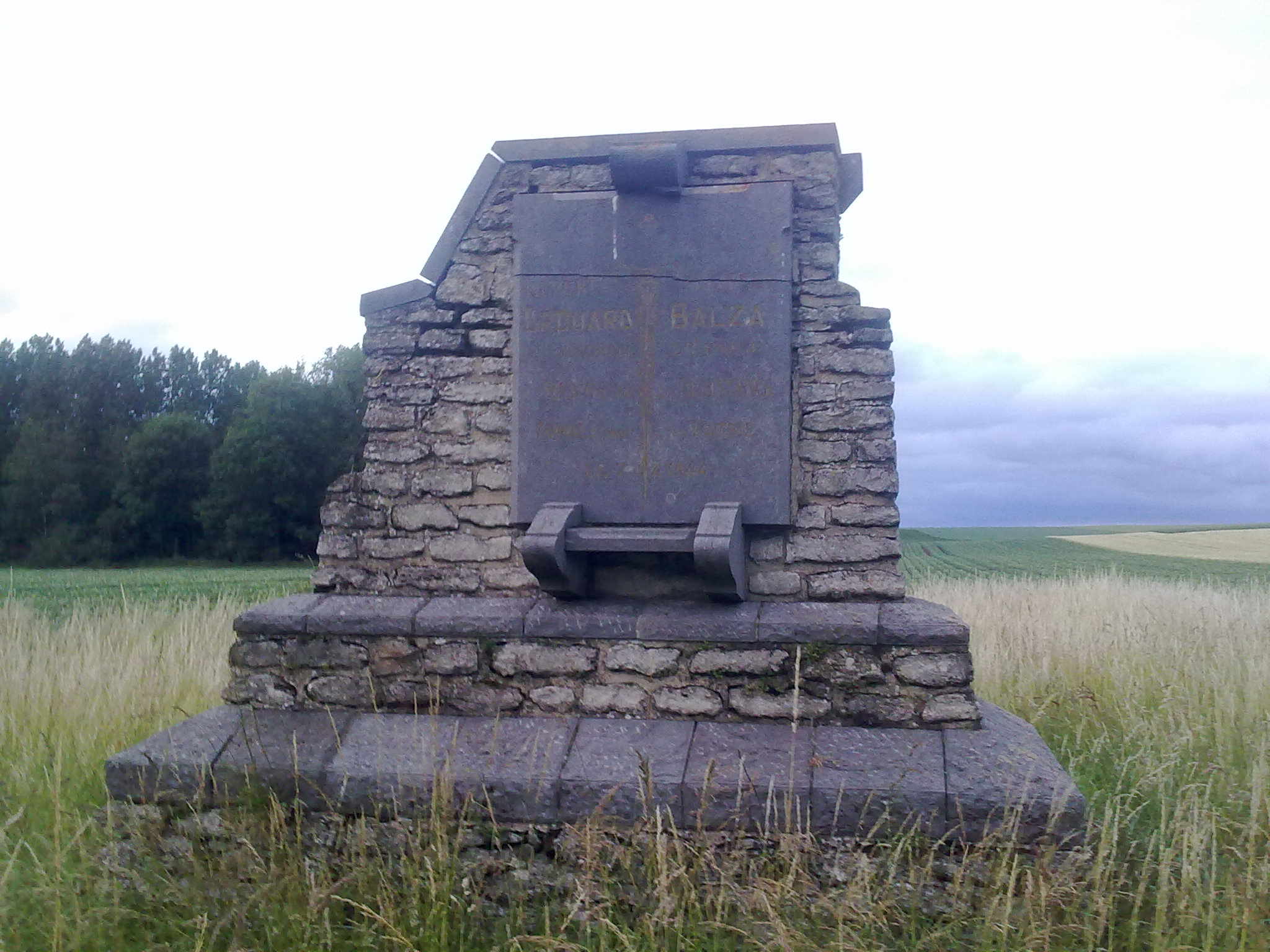
Cénotaphe en mémoire des résistants Georges Balza d'Ernage et Albert Drouard de Sauvenière, abattus le 7 septembre 1944. Nationale 4, km32, Nil Saint-Vincent.

La place du sablon, proche de l'église Sainte-Foy, est lieu de beaucoup de rassemblements de jeunes et de moins jeunes de par l’école communale et son centre sportif.
- Eglise Sainte-Foy. Ancienne dépendance de l'abbaye de Gembloux, en grande partie reconstruite en style néo-classique dans la première moitié du XIXe siècle[3].
- Ferme de Liroux, rue de Liroux. « Villa », nom connue comme propriété de l'abbaye de Gembloux, dès avant 1196. Seigneurie tenue jusqu'en 1775, par les Pinchart, citée en 1520, venant des Colison et en 1623, venant des du Bois ; puis aux Hemricourt de Mozet[4].

### Culture et folklore

#### Folklore
Sauveniere est connu pour sa fiesse des vis tchapias depuis 1996 (la fête des vieux chapeaux en français), son grand feu ayant lieu tous les ans depuis de nombreuses années (tradition wallonne).

## Sources et références
1. ↑  Charte éditée et traduite par le Corpus Etampois
2. ↑  Le 7 septembre 1944, une colonne de véhicules blindés américains progresse le long de la chaussée de Namur venant de Gembloux. Ils sont accompagnés de plusieurs résistants qui ont pris place sur les véhicules. À hauteur de l’étang des Lovières, lequel est bordé d’arbres, ils aperçoivent quelques soldats allemands qui se réfugient dans ce petit bois. Dans la fièvre de l’arrivée des Américains, et sans attendre, deux résistants sautent d’un véhicule blindé et courent vers le petit bois. Albert DROUARD et Georges BALZA, complètement à découvert, seront abattus par les Allemands. Il y a une rue Georges BALZA à Ernage. Source:bel-memorial.org
3. ↑  Le patrimoine monumental de la Belgique, vol. 5, p. 282.
4. ↑  Le patrimoine monumental de la Belgique, vol. 5, p. 283.
5. ↑  « Les Vis Tchapias de Sauveniere », sur sauveniere.be (consulté le 30 juin 2023).